# RFK
RFK (англ. Riboflavin kinase) – білок, який кодується однойменним геном, розташованим у людей на 9-й хромосомі. Довжина поліпептидного ланцюга білка становить 155 амінокислот, а молекулярна маса — 17 623.
| 10         |  | 20         |  | 30         |  | 40         |  | 50         |
| ---------- |  | ---------- |  | ---------- |  | ---------- |  | ---------- |
| MRHLPYFCRG |  | QVVRGFGRGS |  | KQLGIPTANF |  | PEQVVDNLPA |  | DISTGIYYGW |
| ASVGSGDVHK |  | MVVSIGWNPY |  | YKNTKKSMET |  | HIMHTFKEDF |  | YGEILNVAIV |
| GYLRPEKNFD |  | SLESLISAIQ |  | GDIEEAKKRL |  | ELPEHLKIKE |  | DNFFQVSKSK |
| IMNGH      |  |            |  |            |  |            |  |            |

A: Аланін

C: Цистеїн

D: Аспарагінова кислота

E: Глутамінова кислота

F: Фенілаланін

G: Гліцин

H: Гістидин

I: Ізолейцин

K: Лізин

L: Лейцин

M: Метіонін

N: Аспарагін

P: Пролін

Q: Глутамін

R: Аргінін

S: Серин

T: Треонін

V: Валін

W: Триптофан

Кодований геном білок за функціями належить до трансфераз, кіназ. 
Білок має сайт для зв'язування з АТФ, нуклеотидами, іонами металів, іоном цинку, іоном магнію, флавопротеїном. 
Локалізований у цитоплазмі.